# Экс-ан-От
Экс-ан-От (фр. Aix-en-Othe) — упразднённая коммуна во Франции, находится в регионе Шампань — Арденны. Департамент — Об. Административный центр кантона Экс-ан-От. Округ коммуны — Труа. 1 января 2016 года вошла в состав новой коммуны Экс-Вильмор-Пали.
Код INSEE коммуны — 10003.
Коммуна расположена приблизительно в 125 км к юго-востоку от Парижа, в 95 км юго-западнее Шалон-ан-Шампани, в 27 км к западу от Труа.

## Население
Население коммуны на 2010 год составляло 2434 человека.
| 1962 | 1968 | 1975 | 1982 | 1990 | 1999 | 2010 |
| ---- | ---- | ---- | ---- | ---- | ---- | ---- |
| 2270 | 2112 | 2313 | 2349 | 2260 | 2131 | 2434 |

## Экономика
В 2007 году среди 1369 человек в трудоспособном возрасте (15-64 лет) 955 были экономически активными, 414 — неактивными (показатель активности — 69,8 %, в 1999 году было 69,7 %). Из 955 активных работали 857 человек (454 мужчины и 403 женщины), безработных было 98 (39 мужчин и 59 женщин). Среди 414 неактивных 97 человек были учениками или студентами, 184 — пенсионерами, 133 были неактивными по другим причинам.

## Достопримечательности
- Церковь Успения Божией Матери[фр.] (XVI век). Памятник истории с 1980 года[3]
- Часовня Сент-Ави[фр.] (XVI век). Памятник истории с 1980 года[4]
- Крытый рынок (XIX век). Памятник истории с 1995 года[5]